# Université de l'Azuay
L'Université de l'Azuay (en espagnol : Universidad del Azuay ; abrégée en UDA) est une université équatorienne située dans la province de l'Azuay à Cuenca.

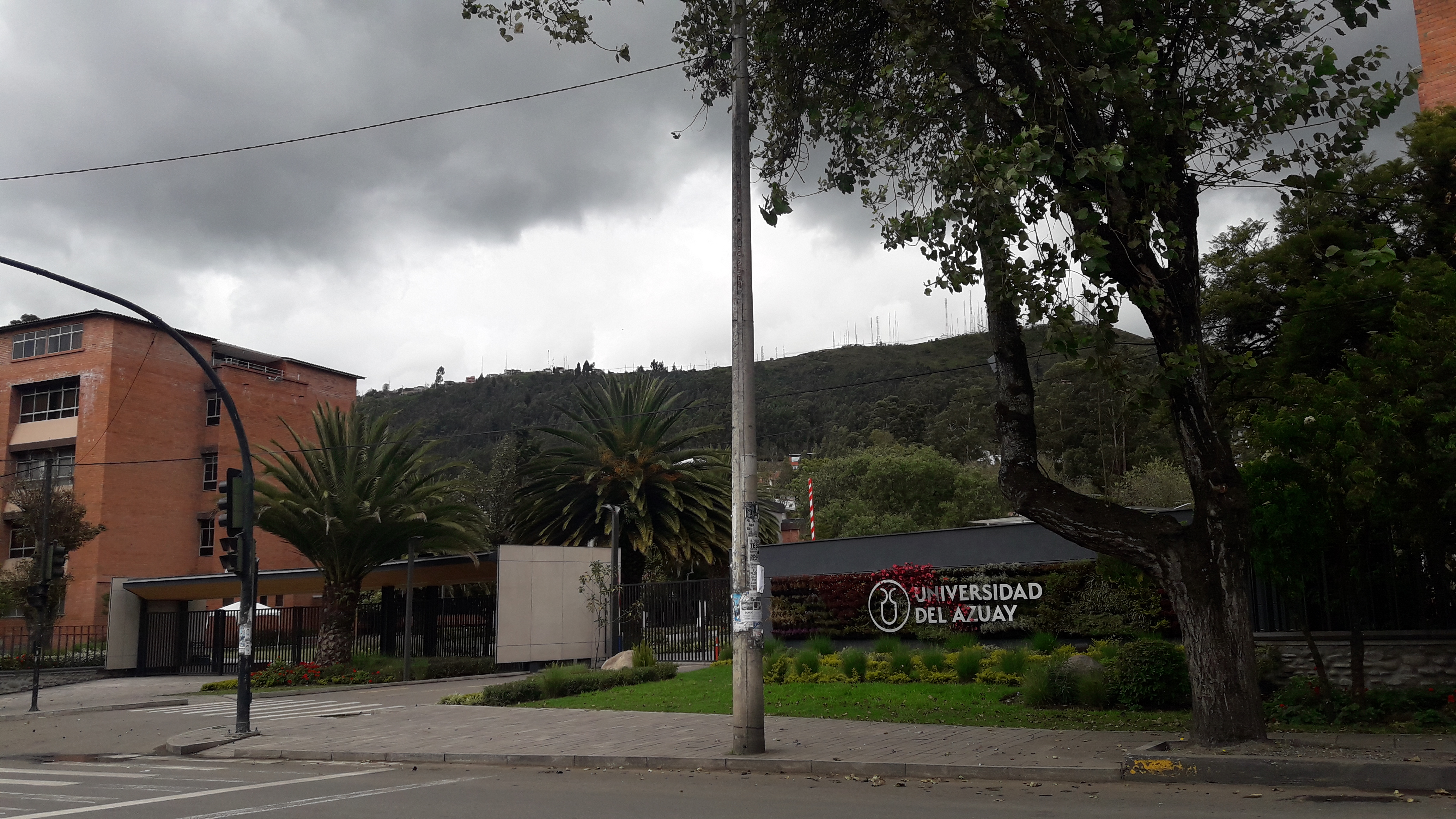
Université de l'Azuay

## Historique
L'Université d'Azuay a été fondée en 1968 et a son siège dans la ville de Cuenca, capitale de la province d'Azuay. Elle a été d'abord une institution affiliée à l'Université Catholique Santiago de Guayaquil de la ville de Cuenca sous le nom d'Institut de Philosophie de l'Université Catholique Santiago de Guayaquil de Cuenca et avec l'autorisation du Saint Siège, mais l'inauguration officielle de l'institution a eu lieu le 2 mai 1969.
L'Institut a commencé ses activités au cours de l'année académique 1968-1969, avec les professeurs Francisco Olmedo Llorente, Claudio Malo González, Carlos Pérez Agustí, Rafael Galiana, José Castelví Queralt et Nelson Yánez Ortega. "Il semble que la première année comptait soixante-huit étudiants, dont trente séminaristes.
Le premier directeur de l'Institut fut le prêtre Agustín López Conesa, par délégation de l'archevêque de Cuenca. Au début de l'année académique 1969-1970, la direction de l'Institut passa au prêtre Alonso Montero, dont la nomination officielle fut faite le 11 novembre 1969.
Le 3 décembre 1970, avec la création de l'École supérieure de comptabilité, elle a été rebaptisée Université catholique Santiago de Guayaquil de Cuenca. Le 11 décembre 1970, Claudio Malo devient directeur académique de l'Université catholique de Santiago de Guayaquil à Cuenca, nommé par le Conseil général des professeurs le 10 décembre 1970.
Plus tard, les deux unités académiques de l'Université catholique de Santiago de Guayaquil à Cuenca (l'Institut supérieur de philosophie et l'École supérieure de comptabilité et d'administration des affaires) ont demandé son annexion à l'Université catholique pontificale d'Équateur, qui a été concrétisée le 19 novembre 1976 et avec elle les unités sont devenues les facultés de philosophie, lettres et sciences éducatives ainsi que la faculté des sciences comptables et administratives supérieures.
Quelque temps plus tard, elle changea de nom pour devenir l'Universidad del Azuay avec laquelle elle est maintenue jusqu'à aujourd'hui. Peu à peu, elle a incorporé de nouvelles carrières et avec elle la création des autres Facultés qui composent l'Université.
En 2018, l'Université de l'Azuay célèbre son 50e anniversaire avec un défilé.

## Facultés

### Sciences de l'administration
- Administration des affaires
- Comptabilité et audit
- Économie
- Ingénierie en informatique
- Marketing

### Sciences juridiques
- Droit
- Études internationales

### Science et technologie
- Biologie
- Génie civil
- Ingénierie de production
- Ingénierie électronique
- Ingénierie alimentaire
- Ingénierie en mécanique automobile
- Génie minier
- Génie de l'environnement

### Design, architecture et art
- Architecture
- Création théâtrale
- Design d'intérieur
- Conception de produits
- Design graphique
- Design textile et habillement

### Philosophie, lettres et sciences de l'éducation
- Communication
- Éducation de base
- Formation initiale
- Psychologie clinique
- Psychologie de l'éducation
- Psychologie organisationnelle
- Tourisme

### Médecine
- Médecine

## Anciens étudiants et professeurs
- María del Carmen Ulloa Ulloa (es)
- Alejandro Serrano Aguilar (es)
- Paúl Granda (es)
- José Serrano Salgado (es)
- Rosana Alvarado
- Paúl Carrasco (es)
- Tania Hermida
- Jefferson Pérez